# Liste der Monuments historiques in Aulnay-sous-Bois
Die Liste der Monuments historiques in Aulnay-sous-Bois führt die Monuments historiques in der französischen Gemeinde Aulnay-sous-Bois auf.

## Liste der Bauwerke
| Bezeichnung       | Beschreibung                  | Standort                    | Kennzeichnung | Schutzstatus | Datum | Bild           |
| ----------------- | ----------------------------- | --------------------------- | ------------- | ------------ | ----- | -------------- |
| Kirche St-Sulpice | Erbaut im 12./13. Jahrhundert | 2, place de l'Église (Lage) | PA00079928    | Inscrit      | 1929  | weitere Bilder |

## Liste der Objekte
- Monuments historiques (Objekte) in Aulnay-sous-Bois in der Base Palissy des französischen Kultusministeriums